# Basã

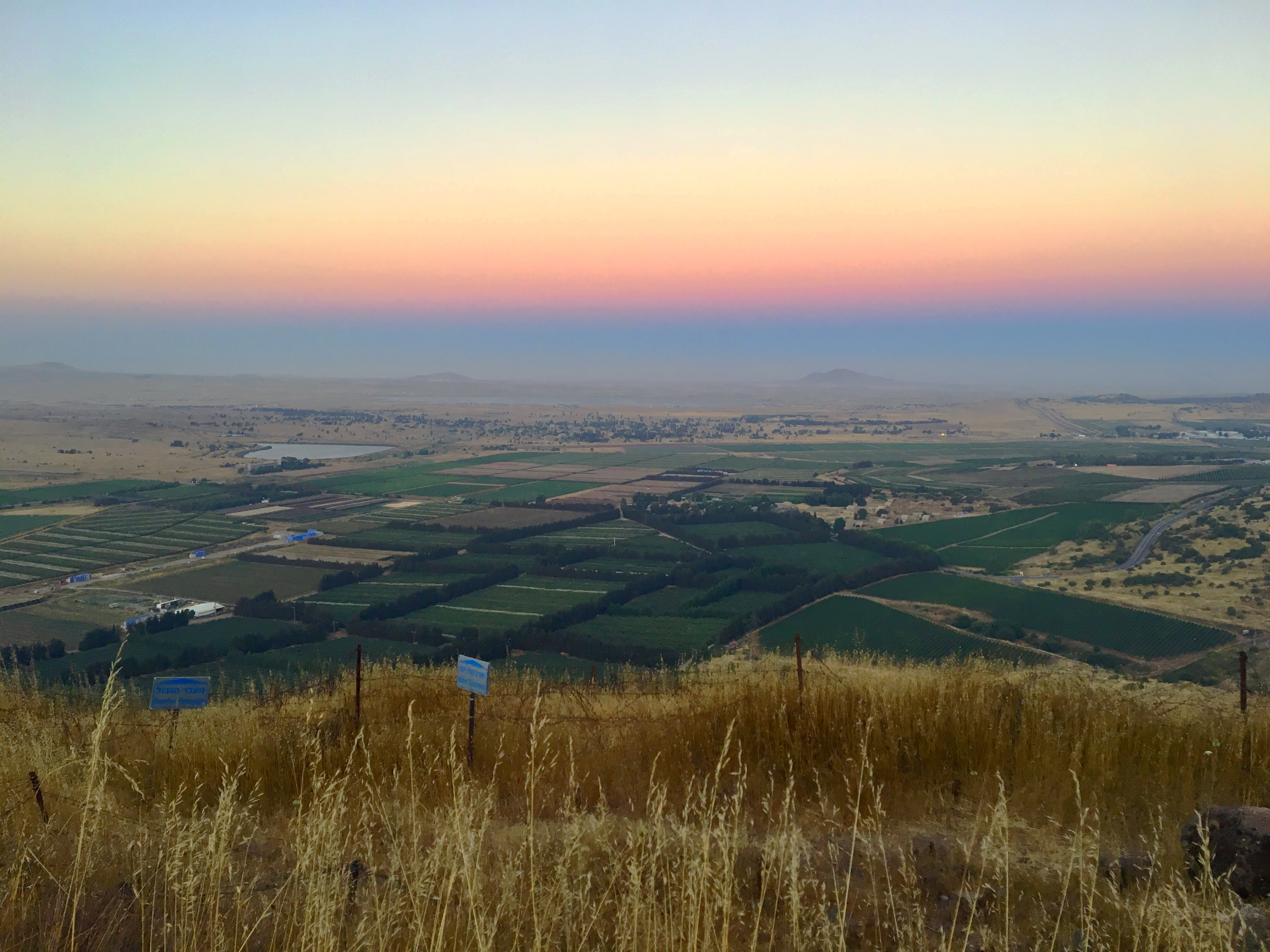
Vista do Monte Bental.

Basã (em hebraico : הַבָּשָׁן , romanizado : ha-Bashan ; latim : Basan ou Basanitis, "Planície fértil, sem Pedras") é um lugar bíblico mencionado primeiramente em Gênesis 14:5, onde é dito que Quedorlaomer e seus aliados "feriram aos Refains em Asterote-Carnaim", onde Ogue, o rei de Basã, residia. No momento da entrada de Israel na Terra Prometida, Ogue saiu contra eles, porém foi completamente derrotado (Números 21:33-35; Deuteronômio 3:1-7). Esta região estendeu-se de Gileade no sul até Hermom ao norte, e do rio Jordão ao oeste à Salcá ao leste. Junto com a metade de Gileade ela foi dada à meia tribo de Manassés (Josué 13:29-31). Golã, uma de suas cidades, tornou-se uma cidade de refúgio (Josué 21:27).
Argobe, em Basã, foi um dos distritos comissariados de Salomão (I Reis 4:13). As cidades de Basã foram tomadas por Hazael (2 Reis 10:32-33), porém pouco tempo depois foram reconquistadas por Jeoás (2 Reis 13:25), que superou os sírios em três batalhas, de acordo com a profecia de Eliseu(19). A partir desta época Basã quase desapareceu da história, apesar de lermos sobre os gados selvagens de seus ricos pastos (Ezequiel 39:18; Salmos 22:12), dos carvalhos de suas florestas (Isaías 2:13; Ezequiel 27:6; Zacarias 11:2) e a beleza de suas extensas planícies (Amós 4:1; Jeremias 50:19). Logo após a conquista, o nome "Gileade" foi dado ao país inteiro além do Jordão. Após o Exílio, Basã foi dividia em quatro distritos:
- Golã, ou Colinas de Golã, a parte mais ocidental
- Haurã (Ezequiel 47:16)
- Argobe ou Traconites, hoje Lejá
- Bataneia, no leste de Lejá, com muitas cidades abandonadas quase tão perfeitas quanto quando eram habitadas.